# Sergei Tchakhotine
Sergei Stepanovich Tchakhotine ou Tschachotin, em russo, Сергей Степанович Чахотин (Constantinopla, 13 de setembro de 1883 - Moscou, 24 de dezembro de 1973), foi um microbiologista russo, ativista político e um dos inventores das modernas formas de propaganda, tendo sido um dos principais teóricos da psicologia de massas do século XX.
Participou do movimento Smenovekhovtsy ("mudança de sinais") e foi ideólogo do movimento Frente de Ferro (Eiserne Front) do Partido Social-Democrata da Alemanha, e um dos principais organizadores da propaganda socialista revolucionária na Alemanha. Com Carlo Mierendorff, concebeu em 1932 as "três flechas", que se tornaram o símbolo da Frente de Ferro (1931-1933). Foi amigo de Einstein e de Pavlov.
Nascido em Constantinopla (atual Istambul), filho do cônsul russo Stepan Ivanovich Tchakhotine, aos dez anos mudou-se com seus pais para Odessa. Estudou biologia na Universidade de Moscou, onde se destacou como líder estudantil. Em 1902, após uma greve de estudantes, foi expulso da universidade e obrigado a sair do país.
Estudou biofísica e zoologia em Heildelberg, onde obteve seu doutorado em 1907, com a tese «Die Statocyste der Heteropoden», sobre o estatocisto dos moluscos.
Em dezembro de 1908, foi convidado para dirigir o Departamento de Farmacologia Experimental da Universidade de Messina. Durante o grande terremoto de Messina, em 28 de dezembro daquele ano, ficou soterrado durante 12 horas sob os escombros de sua casa.
Em 1912, regressou à Rússia, onde trabalhou como assistente de laboratório de Pavlov.
Apesar de apoiar a revolução, emigrou da Rússia em 1919. Obteve a nacionalidade soviética em 1922 mas até 1958 não retornou à URSS. Ao longo dos anos no exílio, desenvolveu atividades acadêmicas e científicas, mas também políticas. De 1930 a 1933 foi pesquisador visitante em Heidelberg. A partir de 1933 viveu na Dinamarca, depois na França, na Alemanha e na Itália.
Seu trabalho Dreipfeil gegen Hakenkreuz ("Três flechas contra a suástica"), de 1933, traduzido em francês e em inglês, é uma análise excepcionalmente acurada da propaganda nazista.
Porém, sua obra mais conhecida é Le viol des foules par la propagande politique, que se esgotou rapidamente ao ser lançada, em 1938. O livro foi reeditado após o início da guerra, em 1939, mas acabou sendo proibido pelo Governo de Vichy e censurado na URSS, já que a denúncia das chaves da propaganda alemã e italiana evidenciava também as práticas do regime soviético.[carece de fontes?] Seus adversários ideológicos o cognominaram  "Goebbels vermelho". O livro foi publicado em inglês, em 1940, e, após a guerra, em 1952, foi novamente publicado em francês, pela Gallimard.
Durante a Segunda Guerra Mundial lutou contra o fascismo e o nazismo, tentando criar um movimento de cientistas a favor da paz.
Em 1941, foi preso no campo de concentração de Royallieu, em Compiègne, França, durante sete meses.
Em 1955, instalou-se na Itália, inicialmente em Gênova e depois em Roma. Em 1958 retornou à Rússia, onde trabalhou em vários institutos de pesquisa, ligados à Academia de Ciências da URSS - primeiro em Leningrado e depois em Moscou, onde morreu em 1973.

## Pensamento de Sergei Tchakhotine
Discípulo de Ivan Pavlov, além de biólogo renomado, Tchakhotine desenvolvia também intensa atividade política e é autor de uma teoria acerca dos efeitos da propaganda sobre a opinião pública, a partir de suas vivências dos regimes totalitários europeus.
Estudou os diferentes mecanismos de criação de reflexos condicionados através da propaganda política. Sua principal obra, A Violação das Massas pela Propaganda Política, mostra a eficácia dos discursos repetitivos e uniformes difundidos através de distintos canais de comunicação. Analisou como os partidos políticos desenvolvem seus signos de identidade (hinos, insígnias, etc.) como pontes de comunicação simples e massiva com as multidões. Estudou de maneira especial a propaganda nazista como forma de controle e de luta política, abordando o emprego de símbolos, cenários e expressões retóricas como instrumentos de fascinação e submissão.
Tchakhotine distingue duas formas de propaganda: a persuasiva e a sensitiva. A primeira atua através da razão, enquanto a segunda busca a sensibilização emotiva, operando sobre as esferas emocionais básicas: a agressividade, a satisfação material, o desejo sexual e o amor familiar. O uso desses mecanismos pode excitar a violência coletiva, a mobilização das massas ou o seu contrário - a submissão, a apatia, etc.